# Anna Slováková
Anna Slováková (* 4. April 1999) ist eine tschechische Tennisspielerin.

## Karriere
Slováková begann mit sieben Jahren das Tennisspielen und bevorzugt Hartplätze. Sie spielt vor allem Turniere der ITF Women’s World Tennis Tour, wo sie bislang zwei Titel im Doppel gewinnen konnte.

## Turniersiege

### Doppel
| Nr. | Datum            | Turnier     | Kategorie   | Belag     | Partnerin         | Finalgegnerinnen              | Ergebnis         |
| --- | ---------------- | ----------- | ----------- | --------- | ----------------- | ----------------------------- | ---------------- |
| 1.  | 7. November 2015 | El-Kantaoui | ITF $10.000 | Hartplatz | Patrycja Polańska | Daiana Negreanu Kyra Shroff   | 6:3, 2:6, [10:8] |
| 2.  | 29. April 2017   | Kairo       | ITF $15.000 | Sand      | Irina Fetecău     | Mariam Bolkwadse Margaux Bovy | 7:62, 2:6 [10:5] |